# Oronte
L'Oronte (nahr al-ʿĀṣī), detto anche Draco, Tifone e Assio, è un fiume del Vicino Oriente.
Il fiume nasce in Libano da una sorgente carsica nella valle della Beqa' poco a nord della città di Baalbek ed è alimentato dalle acque di vari torrenti che discendono dai versanti del Monte Libano a est e dell'Antilibano a ovest. I suoi maggiori affluenti sono l'Afrin, e il Kara Su in Siria. Sfocia nel Mar Mediterraneo, poco distante dalla città di Antiochia, dopo averla attraversata, vicino al porto di Samanda, nella provincia di Hatay della Turchia.
Come per i fiumi vicini, Tigri ed Eufrate, nessuno dei paesi che attraversa è riuscito a dare uno statuto giuridico alle acque del Nahr al-'Asi, che genera in tal modo tensioni e scontri. Il fiume alimenta stazioni di pompaggio e canali d'irrigazione soprattutto in Siria, a cui fornisce il 90% del suo flusso medio (il suo flusso totale al passaggio raggiunge i 370 milioni di m³ annui alla frontiera siro-libanese e 170 milioni alla frontiera siro-turca).
L'Oronte al tempo delle crociate, è stato descritto da Maurice Barrès nel suo romanzo Un giardino sull'Oronte.
Il suo nome vuol dire "fiume ribelle", in quanto il corso del fiume ha direzione sud-nord, a differenza degli altri fiumi della regione.

## Storia
È famoso per la più grande ed importante battaglia dell'antichità pre-classica che proprio sulle sue sponde si svolse, la battaglia di Qadesh che vide fronteggiarsi due delle Tre Potenze antiche: gli Hittiti e gli Egizi. I primi guidati da Muwatallis si scontrarono coi secondi guidati da Ramses II nel 1296 a.C. Gli Hittiti, anche se in numero minore, avevano una strategia di guerra mai utilizzata da nessun'altra popolazione e che prevedeva l'uso del carro falcato. La battaglia vide inizialmente prevalere le armate ittite che sbaragliarono le divisioni Ammon e Ra (l'esercito egizio era diviso in quattro corpi d'armata) che per prima aveva superato l'Oronte grazie alla tattica di essersi posti dietro la città di Qadesh (quindi non visibili al nemico); ma dopo l'iniziale vittoria le file ittite si sfaldarono e furono battute da un quinto corpo d'armata egiziano che nel frattempo era sbarcato sulla costa. Sostanzialmente quindi la battaglia finì in parità.

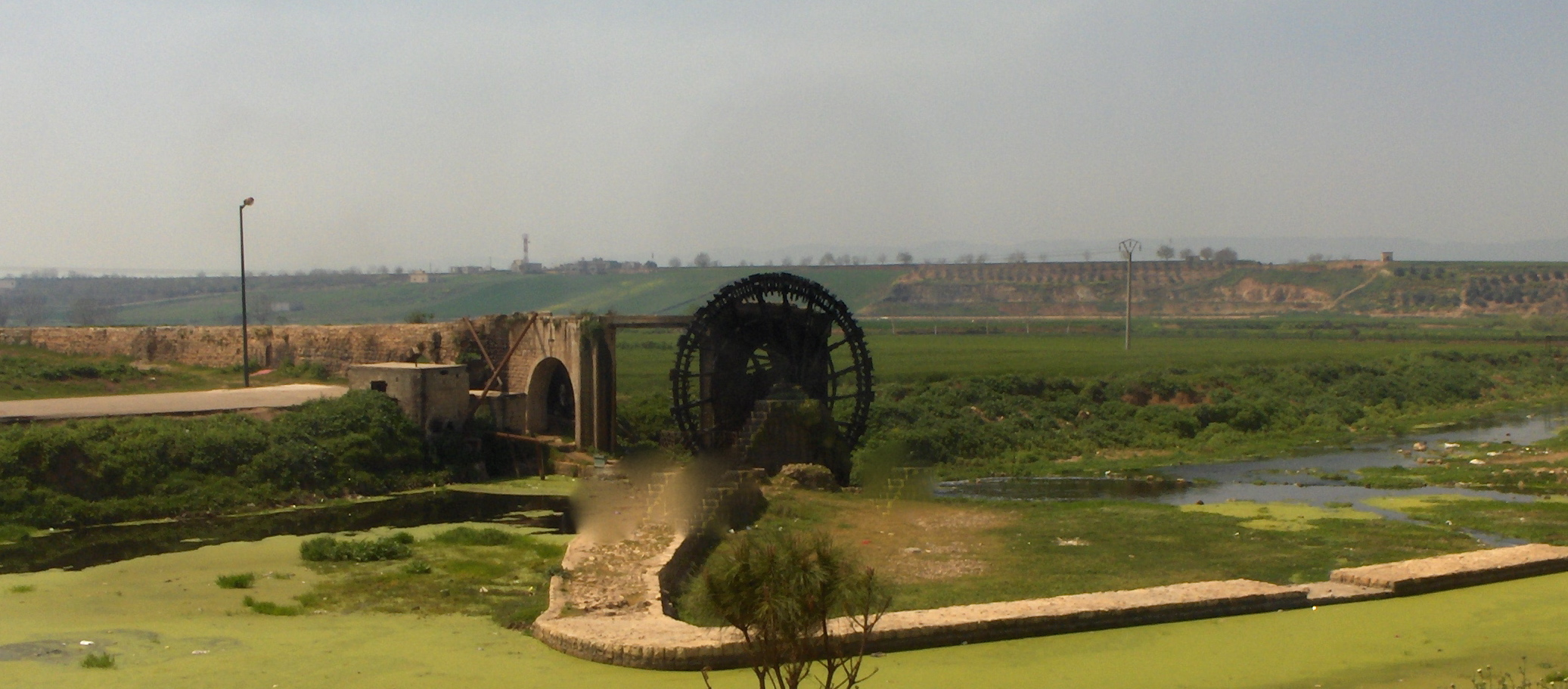
Tipica ruota per sollevare l'acqua, sul fiume Oronte

Nel 637 nei pressi dell'Oronte si svolse la battaglia del ponte di ferro tra Arabi e Bizantini: la battaglia terminò con la sconfitta dei Bizantini.
Il fiume viene citato diverse volte nella nota opera di Anatole France Taide (romanzo), ambientata in Egitto, come parte integrante delle vicende della storia.
Il fiume è citato nell’opera Adriano in Siria di Francesco Maria Veracini  
(1735, libretto di Angelo Corri (? - post 1741, da Metastasio)
.